# Legende (Karte)

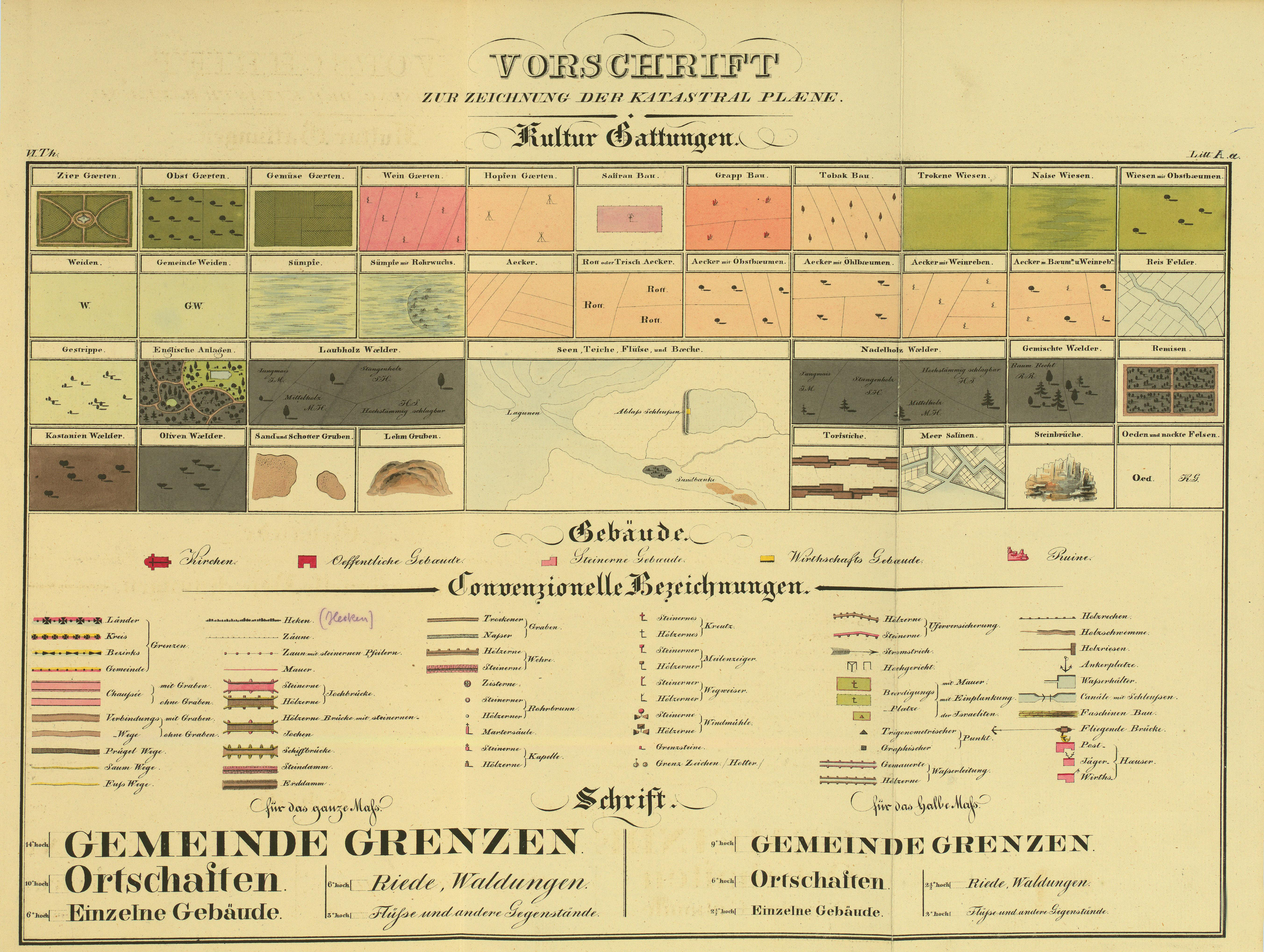
Legende zum Franziszeischen Kataster (1824)

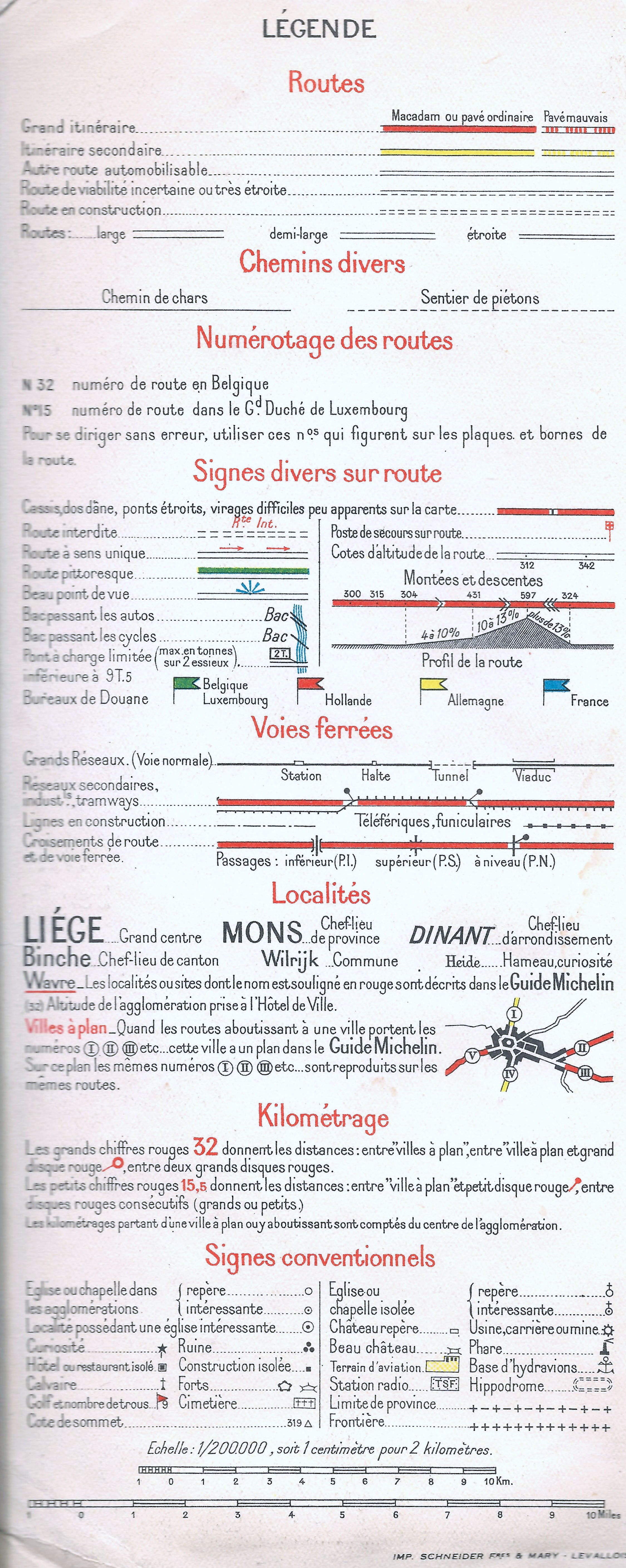
Legende einer französischen Straßenkarte (Michelin 1940)

Unter der Legende (von lateinisch legenda ‚die zu Lesende‘) oder Zeichenerklärung versteht man eine Beschreibung der verwendeten Symbole, Signaturen und Farben einer Karte oder eines Plans.
Die Legende ist normalerweise am Kartenrand untergebracht. Sie enthält jeweils eine beispielhafte Darstellung (Symbol, Linie oder rechteckige Fläche) und eine Beschreibung des Dargestellten in Textform.
Für manche amtliche Anwendungen gibt es vorgeschriebene Zeichenschlüssel, die in einem Gesetz oder einer Verordnung festgelegt sind. Werden Karten oder Pläne auf Grundlage eines solchen Zeichenschlüssels erstellt, wird die Legende auf der Karte selbst oft weggelassen.

## Beispiele für Kartenzeichen einer Legende

### Punkte
| Kartenzeichen | Erläuterung                                                         |
| ------------- | ------------------------------------------------------------------- |
|               | Höhle                                                               |
|               | Archäologische Fundstätte (Schleifenquadrat)                        |
|               | Bergwerk (Schlägel und Eisen), stillgelegtes/aufgelassenes Bergwerk |
|               | Schloss, Burg                                                       |
|               | Schlossruine, Burgruine                                             |
|               | Kirche, Kapelle, Kloster                                            |
|               | Kirchenruine, Klosterruine                                          |
|               | Moschee                                                             |
|               | Denkmal                                                             |
|               | Turm                                                                |
|               | Funkturm                                                            |
|               | Trigonometrischer Punkt                                             |
|               | Hotel                                                               |
|               | Flughafen                                                           |
|               | Camping                                                             |
|               | U-Bahn-Station                                                      |
|               | Bahnhof                                                             |
|               | Stadion                                                             |
|               | Touristeninformation                                                |

### Linien und Flächen
Wege
Straßen werden typischerweise in Klassen eingeteilt und verschiedene Strichbreiten gekennzeichnet: Autobahn, Fernstraße (Bundesstraße, Landesstraße), Regionalstraße (Land- und Kreisstraßen), Verbindungsstraße, befestigter Wirtschaftsweg, unbefestigter Wirtschaftsweg (Feldweg) und Fußweg. In thematischen Karten werden die Straße auch nach ihrer Bedeutung oder dem Ausbauzustand unterschieden: z. B. Kraftfahrstraße, Wohnstraße, Einbahnstraße, Fußgängerzone.
Relief
Die Karteninformationen über die Geländeform werden unter dem Begriff Relief zusammengefasst. Dazu gehören:
- Höhenlinie (je nach Maßstab der Karte und Geländeform mit einer Äquidistanz ab 0,5 m), teilweise mit Schummerung
- Geländestufe
- Felsdarstellung
- Böschung (beidseitig: Damm, Einschnitt); teilweise wird bei großen Maßstäben die Höhe der Böschung durch Länge der Querstriche angedeutet. Beispiel:
  -  Rampe, die von links nach rechts ansteigt
- Grube und Senke

Gewässer
- Fluss, Bach, See, zusätzlich mit Gewässerbauwerken (Buhnen etc.)

Bodenbedeckung
- Wald, z. T. unterschieden nach Baumarten (Laub-, Nadel-, Mischwald)
- Agrarflächen (Ackerbau- und Weideflächen, Weinanbau)
- sonstige Grünflächen (Brachflächen, Gärten, Parks, Sportplätze, Friedhöfe)
- bebaute Gebiete (Wohnbebauung, Gewerbeflächen, öffentliche Gebäude)

### Topografische Karte
- Beispiel der Legende einer Karte von 1933

## Zeichenschlüssel zur österreichischen Vermessungsverordnung

Ausschnitt aus dem Zeichenschlüssel zur österr. Vermessungsverordnung

In Österreich gibt es solche Zeichenschlüssel zum Beispiel für folgende Anwendungen:
- Katasterplan (aktueller Zeichenschlüssel ist festgelegt in der Vermessungsverordnung 2016)
- Flächenwidmungsplan (Zeichenschlüssel entsprechend der jeweiligen Verordnung des Bundeslandes)
- Österreichische Karte 1:50.000